# Katie Findlay
Katie Findlay (Windsor, 28 de agosto de 1990) es una actriz canadiense. Es conocida principalmente por su papel de Rebecca Sutter en la serie de televisión How to Get Away with Murder, así como por Rosie Larsen en la serie de televisión de drama policial estadounidense The Killing. Actualmente interpreta a Maggie Landers en el drama adolescente de The CW The Carrie Diaries.

## Primeros años
Katie vive en la ciudad de la costa oeste de Vancouver. Fue bailarina durante doce años hasta que se retiró debido a una lesión en la espalda. Disfruta de la historia del arte, el canto, los cómics y tiene la ventaja de bailarina en el yoga. Es de origen portugués, chino, inglés y escocés.

## Carrera
Con dos pilotos CBC en su haber, Findlay consiguió su primera oportunidad como estrella invitada en la serie de ciencia ficción de Fox Fringe. También interpretó a Emily en la película para televisión Tangled. Ha sido actriz invitada en varias series de televisión, incluyendo Endgame, Continuum y Stargate Universe. El 27 de febrero de 2012, Findlay fue elegida como Maggie Landers en la serie de drama adolescente de The CW The Carrie Diaries, una precuela de Sex and the City. En 2012, obtuvo el papel de Bonnie en la película de ciencia ficción The Philosophers. En 2014 fue elegida para interpretar a Rebecca en How to Get Away with Murder.

## Filmografía
| Año  | Título                   | Personaje             | Notas            |
| ---- | ------------------------ | --------------------- | ---------------- |
| 2010 | Tangled                  | Emily                 | película para TV |
| 2011 | Crash Site               | Frances Sanders       |                  |
| 2011 | An Instrument of Justice | La señorita           | cortometraje     |
| 2013 | After the Dark           | Bonnie                |                  |
| 2014 | Premature                | Gabrielle             |                  |
| 2015 | The Dark Stranger        | Leah Garrison         |                  |
| 2015 | Jem and The Holograms    | Mary Stormer Phillips |                  |
| 2015 | The Bridge               | Molly                 | película para TV |
| 2016 | The Bridge 2             | Molly                 | película para TV |
| 2019 | Straight Up              | Rory                  |                  |

| Año       | Título                      | Personaje        | Notas                                                  |
| --------- | --------------------------- | ---------------- | ------------------------------------------------------ |
| 2010      | Fringe                      | Jill Redmond     | Episodio: "The Man from the Other Side"                |
| 2010      | Psych                       | Minka            | Episodio: "Shawn 2.0"                                  |
| 2011-2012 | The Killing                 | Rosie Larsen     | personaje recurrente                                   |
| 2011      | Endgame                     | Maisie MacDonald | Episodio: "The Other Side of Summer"                   |
| 2011      | Stargate Universe           | Ellie            | 2 episodios                                            |
| 2012      | Continuum                   | Lily Jones       | Episodio: "A Test of Time"                             |
| 2013-2014 | The Carrie Diaries          | Maggie Landers   | Reparto principal, serie de TV The CW                  |
| 2014-2015 | How to Get Away with Murder | Rebecca Sutter   | Reparto principal (Temporada 1) Invitada (Temporada 2) |
| 2016      | The Magicians               | Eve              | 3 episodios                                            |
| 2017      | Man Seeking Woman           | Lucy             | Reparto principal (Temporada 3)                        |
| 2022—2023 | Walker: Independence        | Kate Carver      | Elenco principal, serie de TV The CW                   |